# Brokparasitsteklar
Brokparasitsteklar (Ichneumonidae), eller äkta parasitsteklar, är en familj bland parasitsteklarna, som kännetecknas bland annat av långa, mångledade antenner och rikt förgrenade vingribbor. Familjen är mycket artrik: Det exakta antalet arter är osäkert, men det antas att det finns så många som 60 000 arter i hela världen, enligt vissa auktoriteter så många som 100 000. I Sverige är över 3 100 arter påträffade, medan det i Finland finns drygt 2 750 arter.
Bakkroppen är vanligen tydligt skaftad och hos honan i regel försedd med ett långt äggläggningsrör. Äggen läggs vanligen inuti andra insekter, och larven lever som parasitoid i värddjurets kropp; dock finns även arter, vars larver lever som yttre parasiter. Vanligen är det fjärilslarver som utses till värddjur men även andra insekter och spindlar kan vara värddjur. Många hithörande parasitsteklar lever på svåra skadeinsekters bekostnad och därför hör denna familj till de för människan nyttigaste insektgrupperna.
Till släktet Ichneumon, efter vilket hela familjen fick sitt namn, räknar ett stort antal arter, av vilka några parasiterar på tallspinnarens och tallflyets larver.